# Lilje-ordenen
Lilje-ordenen (Liliales) har gennemgået en del korrektioner efter de nyeste, fylogenetiske undersøgelser af grønkorn-DNA. Her følger familierne iflg. APG IIIs systematik fra 2009:
| Familier |

- Inkalilje-familien (Alstroemeriaceae (omfattende Luzuriagaceae))
- Campynemataceae
- Tidløs-familien (Colchicaceae)
- Corsiaceae
- Lilje-familien (Liliaceae)
- Giftlilje-familien (Melanthiaceae)
- Petermanniaceae
- Philesiaceae
- Ripogonaceae
- Sarsaparil-familien (Smilacaceae)